# Commelina tuberosa
Commelina tuberosa L. è una pianta ornamentale della famiglia Commelinaceae.